# Forti di Genova
Buona parte delle fortificazioni genovesi sono ancor oggi visibili e in alcuni casi anche visitabili. Alle principali fortificazioni (complessivamente 16) vanno aggiunte quelle costruite a ponente, sulle alture tra Cornigliano e Sestri Ponente, nella seconda metà dell'Ottocento (Forte Casale Erselli, Forte Monte Croce, demolito nel 1959, e Forte Monte Guano), nonché il bastione San Bernardino, le torri ottocentesche (non completate, tranne la Torre Quezzi e quella di San Bernardino) e le numerose batterie costiere, alcune delle quali ancora esistenti (fra queste la più conosciuta è nota come Batteria del Vagno).
Il Sistema Centrale comprende i forti lungo il perimetro delle Mura Nuove (Forte Castellaccio - Torre Specola, Forte Sperone, Forte Begato, Forte Tenaglia); i forti esterni alle mura, nelle alture di Sampierdarena (Forte Crocetta, Forte Belvedere), i forti sui crinali a nord delle mura (Forte Puìn, Forte Fratello Minore, Forte Fratello MaggioreForte Diamante).
Il Sistema Orientale comprende i forti a levante della Val Bisagno (Forte San Giuliano, Forte San Martino, Forte Santa Tecla, Forte Quezzi, Forte Richelieu, Forte Monteratti).
Inoltre ci sono altri forti ottocenteschi di ponente: (Forte Monte Croce, Forte Casale Erselli, Forte Monte Guano).
Nell'incisione di anonimo su acciaio del 1886 è visibile la serie delle prime quattro cinte murarie di epoca medioevale, dalle prime due - antecedenti all'anno 1000 - alla terza edificata nel 1155 e ampliata nel 1276, fino alla quarta risalente al 1346
I forti di Genova sono un insieme di fortificazioni militari risalenti a diverse epoche, che la Repubblica di Genova edificò a difesa del territorio urbano del capoluogo ligure nel corso della sua storia. I progetti di edificazione vennero inoltre ripresi e utilizzati in epoca napoleonica, risorgimentale e durante la prima e la seconda guerra mondiale.
Questo sistema difensivo scandisce gli eventi di buona parte della storia cittadina, quasi a punteggiare la complessa teoria delle sette cinte murarie che si sono sovrapposte nel tempo. Fra queste, le mura seicentesche che cingono ancora oggi a corona le alture che costituiscono il primo contrafforte dell'ormai prossimo Appennino Ligure e rappresentano la più lunga cinta muraria in Europa e la seconda al mondo, dopo la grande muraglia cinese.

## Storia
Fin dall'inizio del Seicento, le rivendicazioni territoriali di Carlo Emanuele I di Savoia volte al possesso del Marchesato di Zuccarello presso Albenga, i tentativi dei Savoia di reclamare il proprio dominio nei territori occidentali della Repubblica di Genova riproposero ai genovesi la necessità di nuovi provvedimenti difensivi che ampliassero le mura del XVI secolo e permettessero una maggiore sicurezza contro eventuali assedi provenienti dal nord.
I primi provvedimenti furono attuati già dal 1625, quando le tensioni tra la Repubblica di Genova e il ducato sabaudo facevano temere l'imminenza di un attacco, e fecero subito considerare la possibile costruzione di una linea di difesa al di fuori del perimetro murario esistente che circondasse la città. Nel maggio del 1625 l'esercito piemontese, che si era portato a ridosso della città, fu contrastato vittoriosamente dalle forze genovesi che lo fermarono al passo del Pertuso, dove in ricordo dell'avvenimento fu poi edificato il Santuario di Nostra Signora della Vittoria. Questo evento non comportò alcun rallentamento negli iniziali lavori di fortificazione della città, rappresentati da decine di opere campali e alloggiamenti da una linea continua di trinceramenti e gabbioni e dal restauro della Bastie fortificate di Promontorio, Peralto e Castellaccio, secondo le disposizioni del Magistrato della Milizia di Genova.
La minaccia d'assedio del 1625 rese impellente l'esigenza di sottrarre alla minaccia delle artiglierie nemiche la popolazione cittadina che viveva a ridosso della cerchia muraria esistente. Il Duca di Savoia, con l'aiuto della Francia, invase il dominio dell'antica Repubblica di Genova, minacciando anche la capitale. La cinta del 1536 era diventata obsoleta e inadeguata ai progressi compiuti nel campo delle artiglierie; essa infatti seguiva fedelmente il perimetro dell'abitato, permettendo al nemico di minacciare seriamente la popolazione civile. Fu quindi decisa la costruzione di una nuova e possente cinta muraria, l'ultima, utilizzando quell'anfiteatro naturale che aveva l'apice sul monte Peralto. Da qui iniziavano due crinali che discendevano verso il mare costeggiando due vallate principali, quella del Polcevera ad ovest e quella del Bisagno a est, e le "Mura Nuove" vennero costruite seguendo fedelmente l'andamento dei crinali. Queste mura non furono realizzate a ridosso del centro abitato, lasciando anzi molto ambiente naturale boscoso e difficilmente percorribile.
Il centro cittadino di Genova (ovvero la zona compresa tra la riva destra del torrente Bisagno e la Torre della Lanterna di Genova) fu quindi racchiuso da mura che partivano dall'attuale piazza della Vittoria dove si innestavano con le mura del Cinquecento, e salivano lungo il crinale est fino a Forte Sperone, e da qui discendevano verso sudovest appunto fino alla Lanterna. 
A costruzione ultimata, nel 1634, la cerchia muraria annoverava un complesso di 49 bastioni, con garitte ad ogni angolo e con 8 porte di accesso alla città le cui più importanti e monumentali erano Porta della Lanterna a ponente e Porta Pila a levante.
Lungo queste mura, fra il 1747 ed il 1840, furono realizzate decine di opere militari difensive, porte, bastioni e soprattutto forti integrati nella struttura muraria, che nel corso degli anni furono ampliati, modificati e integrati da altre opere al di fuori delle mura, nel contesto di altre vicende belliche.
Tale sistema fortificato - oggi di proprietà in parte del Demanio dello Stato ed in parte del Comune di Genova - si fonda su un insieme di sedici forti principali e ottantacinque bastioni distribuiti lungo i diciannove chilometri delle vecchie (XVI secolo) e nuove mura (XVII secolo), dal punto più basso della zona della stazione ferroviaria di Genova Brignole fino al punto più alto, ovvero il monte Peralto.

## Elenco dei forti di Genova
I forti di Genova sono generalmente classificati secondo due sistemi, quello centrale e quello orientale, separati dalla valle del Torrente Bisagno. I forti sono elencati per i due sistemi procedendo da sud a nord e da est a ovest.

### Sistema centrale
| Denominazione                      | Immagine | Coordinate                 | Periodo di costruzione | Stato                |                                      |  |                            |           |                   |
| ---------------------------------- | -------- | -------------------------- | ---------------------- | -------------------- | ------------------------------------ |  | -------------------------- | --------- | ----------------- |
| Denominazione                      | Immagine | Coordinate                 | Periodo di costruzione | Stato                | Forte Castellaccio e - Torre Specola |  | 44°25′46.99″N 8°55′58.76″E | 1818-1836 | Regno di Sardegna |
| Forte Sperone                      |          | 44°26′26.57″N 8°55′50.27″E | XIV secolo-1830        | Repubblica di Genova |                                      |  |                            |           |                   |
| Forte Puin                         |          | 44°26′47.97″N 8°56′16.02″E | 1815-1830              | Regno di Sardegna    |                                      |  |                            |           |                   |
| Forte Fratello Maggiore (demolito) |          | 44°27′23.65″N 8°56′10.67″E | 1815-1825              | Regno di Sardegna    |                                      |  |                            |           |                   |
| Forte Fratello Minore              |          | 44°27′24.54″N 8°55′58.33″E | 1816-1830              | Regno di Sardegna    |                                      |  |                            |           |                   |
| Forte Diamante                     |          | 44°27′40.41″N 8°56′22.12″E | 1756-1758              | Repubblica di Genova |                                      |  |                            |           |                   |
| Forte Begato                       |          | 44°26′18.15″N 8°55′16.16″E | 1818-1830              | Regno di Sardegna    |                                      |  |                            |           |                   |
| Torre Granarolo                    |          | 44°25′51.2″N 8°54′36.66″E  | 1820 c.ca              | Regno di Sardegna    |                                      |  |                            |           |                   |
| Forte Tenaglia                     |          | 44°25′29.91″N 8°54′05.18″E | 1478, 1633             | Repubblica di Genova |                                      |  |                            |           |                   |
| Torre Granara                      |          | 44°25′29.06″N 8°53′52.2″E  | 1820                   | Regno di Sardegna    |                                      |  |                            |           |                   |
| Forte Crocetta                     |          | 44°25′26.97″N 8°53′47.01″E | 1818-1830              | Regno di Sardegna    |                                      |  |                            |           |                   |
| Forte Belvedere (ruderi)           |          | 44°25′05.79″N 8°53′26.68″E | 1817-1889              | Regno di Sardegna    |                                      |  |                            |           |                   |

### Sistema orientale
| Denominazione                    | Immagine | Coordinate                 | Periodo di costruzione           | Stato                |                    |  |                            |           |                   |
| -------------------------------- | -------- | -------------------------- | -------------------------------- | -------------------- | ------------------ |  | -------------------------- | --------- | ----------------- |
| Denominazione                    | Immagine | Coordinate                 | Periodo di costruzione           | Stato                | Forte San Giuliano |  | 44°23′37.11″N 8°57′33.73″E | 1826-1830 | Regno di Sardegna |
| Forte San Martino                |          | 44°24′12.7″N 8°58′09.4″E   | 1820-1832                        | Regno di Sardegna    |                    |  |                            |           |                   |
| Forte Santa Tecla                |          | 44°24′45.89″N 8°58′37.69″E | 1747-1756, ampliamento 1814-1830 | Repubblica di Genova |                    |  |                            |           |                   |
| Forte Richelieu                  |          | 44°25′16.61″N 8°59′29.46″E | 1747-1806                        | Repubblica di Genova |                    |  |                            |           |                   |
| Forte Monteratti (o Forte Ratti) |          | 44°26′04.29″N 8°59′53.13″E | 1831-1842                        | Regno di Sardegna    |                    |  |                            |           |                   |
| Forte Quezzi                     |          | 44°25′36.09″N 8°57′48.89″E | 1747-1800                        | Repubblica di Genova |                    |  |                            |           |                   |
| Torre Quezzi                     |          | 44°25′44.29″N 8°58′18.41″E | 1830                             | Regno di Sardegna    |                    |  |                            |           |                   |

### Altri forti a ponente oltre il Polcevera
| Denominazione        | Immagine | Coordinate               | Periodo di costruzione | Stato          |                                       |  |     |      |                |
| -------------------- | -------- | ------------------------ | ---------------------- | -------------- | ------------------------------------- |  | --- | ---- | -------------- |
| Denominazione        | Immagine | Coordinate               | Periodo di costruzione | Stato          | Forte Monte Croce (demolito nel 1959) |  | --- | 1888 | Regno d’Italia |
| Forte Casale Erselli |          | ---                      | 1888                   | Regno d’Italia |                                       |  |     |      |                |
| Forte Monte Guano    |          | 44°25′45.8″N 8°52′04.4″E | 1888                   | Regno d’Italia |                                       |  |     |      |                |
| Forte Geremia        |          | 44°28′49″N 8°42′32.2″E   | 1890                   | Regno d’Italia |                                       |  |     |      |                |

## Genova e le sue difese: una testimonianza del 1800
Nella sua opera Istoria del blocco di Genova nell'anno 1800, Angelo Petracchi, cronista dell'assedio della città, fornisce una dettagliata descrizione di Genova e delle sue difese nel periodo della Repubblica Ligure.:
«La Città di Genova è situata sul dorso di un monte, che appoggia le sue falde sulla riva del mare Ligustico. Ha essa dalla parte di terra un doppio circondario di mura, l'uno de'quali interno, che rinchiude quasi esattamente l'abitato, e che forma una specie di figura ovale. È questo munito di alcuni baluardi, che non essendo stati di alcun uso in quest'assedio, è inutile dettagliare. È l'altro esterno, ed innalzandosi dalle due punte marittime sale sino ad una grand'altezza del monte. Questo secondo circondario rende la città della figura quasi di un triangolo; mentre terminando in punta sulla cima dell'altura, scende d'ambe le parti a formar quasi i due lati che vengono chiusi e riuniti dal mare. Varj forti guarniscono questo giro di mura. Sulla cima vi è quello dello Sperone; verso il lato di Ponente, più al di sotto della metà, vi è l'altro detto delle Tenaglie, ed alla fine del medesimo ve n'è un altro chiamato di S. Benigno. Ciò produce, che da quella parte la città di Genova è quasi imprendibile; tanto più che la località combina così propiziamente a difenderla, che poca o niuna speranza dà agli assediatori di prenderla. Non è il medesimo dalla parte di Levante, ove essendo dominata al di fuori da alcune alture, è stato creduto inutile di alzarvi degli altri forti. In mancanza di ciò si è fatto al di fuori una specie di parallela, o per meglio dire un cammino coperto che fortificando quelle medesime alture, che dominano la città, suppliscono a tal difetto; bisogna perciò a chi difende Genova tener questa linea esteriore, e quelle fortificazioni, che sono il monte dei Ratti, sulla cui sommità è il Forte di Quezzi; il Forte Richelieu, che fu fatto fabbricare dal celebre Maresciallo di tal nome quando occupò Genova; quello di S. Tecla, e la Madonna di Albaro. Più in alto dello Sperone, e quasi perpendicolare al medesimo vi è il forte del Diamante, che domina lo Sperone medesimo, sebbene da taluni credesi che ne sia un poco troppo distante; anch'esso però è di una estrema importanza per gli assediati, sostenendo moltissimo le operazioni delle altre fortificazioni esterne. Fra il Diamante, e lo Sperone vi è il monte de' due Fratelli, che fa due diverse punte: questa situazione è assai rimarchevole, perché produce la riunione fra gli assedianti, e potrebbe prender alle spalle le opere esterne della linea di Levante; ma siccome ivi temesi l'incrociatura dei fuochi dello Sperone e del Diamante, è assai difficile d'impadronirsene, quantunque siavi un certo sito che dicesi immune dall'artiglieria di ambo i forti. Dalla parte di mare, molte e belle batterie difendono la città, ed il porto, non che le mura marittime assicurate anche dalla Natura. Tali batterie rimontate ultimamente toglievano ogni pena da quella parte. Le più belle sono quelle della Strega, della Cava, di ambo i Moli, e della Lanterna. Dalla parte di Ponente vi è il fiume dellaPolcevera; dalla parte di Levante quel di Bisogno. Albaro è un piccolo, e delizioso borgo, che da questa parte è vicino a Genova quasi di un solo miglio, come dall'altra parte si è quello vaghissimo egualmente di S. Pier d’Arena».

## Sulle mura, un parco naturale
Intorno al sistema di fortificazioni sorto sulle alture cittadine è stato realizzato in anni recenti - grazie all'ambiente naturale circostante di oltre 870 ettari, con circa novecento specie di piante inserite in un ecosistema integrato bosco-prateria-macchia mediterranea, e alla presenza di molti esemplari di fauna composta da mammiferi e uccelli rapaci - il Parco delle Mura.
Questo sfrutta un'area rimasta ai margini dello sviluppo urbanistico edilizio della città, e nel momento in cui vengono meno le servitù militari delle varie fortificazioni essa viene ad avere funzione di "polmone verde" della città.
Il parco si sviluppa pertanto attorno alle Mura Nuove includendo queste con le relative fortezze.

Genova nel XIX secolo era una città completamente fortificata e all'avanguardia nell'architettura militare; essa infatti disponeva di una doppia cerchia di mura, quella del Seicento e quella del Cinquecento, fatto che sorprese gli Austriaci nel 1746 e che li rese incapaci di riconquistare la città che si era a loro ribellata. La doppia cinta era pertanto rafforzata dall'aver collegato la cerchia muraria risalente al secolo precedente alle preesistenti mura del XVI secolo e ai forti sui rilievi circostanti.
Il parco delle mura, gestito dal Servizio Giardini e Foreste del Comune di Genova dai primi anni novanta del Novecento, ha preso in gestione alcuni forti, organizzando a determinate scadenze vari spettacoli estivi nel Forte Sperone. Poco distante da questo è stato restaurato il forte Begato, sebbene l'inattività abbia poi in parte vanificato l'operazione.
Il parco si estende poi alle fortezze poste più a Nord delle Mura Nuove, dal Forte Puin, che era stato negli anni sessanta del Novecento dato in concessione ad un pittore e pertanto si trovava ancora in buono stato, ai due Fratelli (il maggiore demolito per far posto alle contraeree nella Seconda Guerra Mondiale), sino al Diamante, questo posto già nel confinante Comune di Sant'Olcese.
I Forti cittadini:

Salendo dalle alture di Righi si incontrano in ordine Forte Castellaccio (che ingloba anche la Torre della Specola), e Forte Sperone (nell'immagine sopra), che rappresenta il vertice nord delle antiche mura e quindi il limite cittadino. Scendendo da questo, si incontrano i forti Begato, Tenaglia e Crocetta che con i precedenti chiudono a monte l'anfiteatro naturale che fa da corona a Genova, che a nord culminava come detto con lo Sperone, a est con le Fronti Basse e a ovest con il Forte Belvedere e le batterie della Lanterna.

I Forti fuori le mura:

- A nord dello Sperone, procedendo verso località Trensasco, si incontrano il Forte Puìn, il Forte Fratello Minore (il Forte Fratello Maggiore è stato demolito negli anni trenta del Novecento) e il Forte Diamante, progettati e costruiti a difesa dell'alta val Polcevera e delle valli di Sant'Olcese.
- Verso est, ovvero nella Val Bisagno, sono situate le fortificazioni di levante. Sulle alture di Marassi, inizia una vecchia strada militare che riunisce alcune fortificazioni (non collegate da mura, ma solo dal strade militari e sentieri).
Dietro il Biscione si trovano Forte Quezzi con la Torre Quezzi, Forte Monteratti, Forte Richelieu, Forte Santa Tecla. La vecchia strada militare si interrompe qui, ma fino agli anni venti proseguiva al Forte San Martino (vicino alla via omonima) ed al Forte San Giuliano (che si affaccia su corso Italia).
- Infine ad ovest, sulle alture tra Cornigliano e Sestri Ponente, nell'area degli Erzelli, troviamo le ultime fortificazioni fuori le mura, ossia Forte Monte Guano, Forte Casale Erselli e Forte Monte Croce, quest'ultimo oggi non più esistente.

Occorre considerare quindi come si sia in presenza di due differenti schieramenti, costituiti da fortezze vere e proprie e mura fortificate in grado di coprire un'ampia area da settentrione a levante.
È anche - se non soprattutto - grazie a queste sue strutture difensive che la Superba, già antica repubblica marinara e sede della Repubblica di Genova, poté essere a lungo considerata una inespugnabile città-fortezza in grado di resistere ad ogni attacco, sia che le venisse portato dal mare che da terra.
Di fatto abbandonati al loro destino alla fine del XIX secolo, i forti di Genova vennero riutilizzati all'inizio del Novecento per essere usati prevalentemente come punto di appoggio per le manovre militari o come carcere per i soldati prigionieri durante la prima guerra mondiale.
In realtà hanno sempre costituito un importante patrimonio monumentale per una città ricca di orgoglio e di storia, tanto che per essa è stato coniato il termine El siglo de los genoveses, el siglo de oro (Il secolo d'oro dei genovesi), un secolo - il XVII - protrattosi ben oltre lo specifico riferimento temporale.

Questo patrimonio la inseriva a buon diritto fra le città più difese d'Europa.

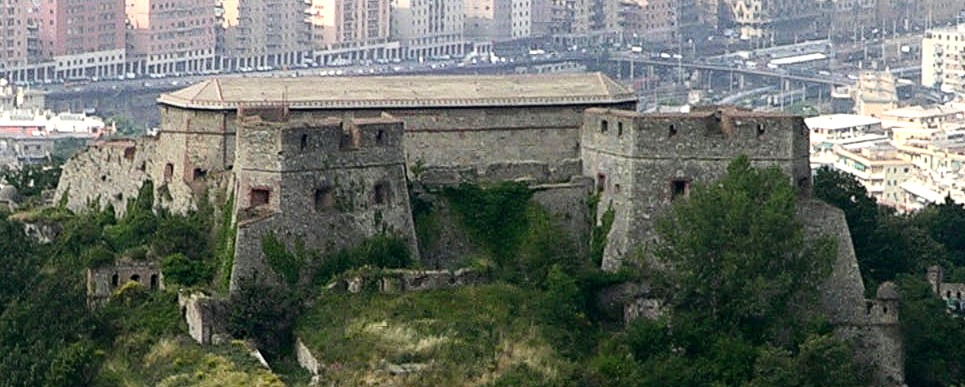
Forte Santa Tecla sulle alture di Camaldoli

Le fortificazioni di Genova raccontano la storia cittadina lungo almeno tre secoli: dai fasti seicenteschi della gloriosa Repubblica marinara ai moti popolari del 1849 contro il Regno di Sardegna per una temuta cessione all'Impero austro-ungarico.
In parte sfiorate dal tracciato del Trenino di Casella, oggi sono meta di escursionisti (vi si può praticare dalla semplice passeggiata al trekking, allo jogging e alla mountain bike) e di appassionati di storia che vi trovano motivi di approfondimento per meglio comprendere nella sua interezza l'evoluzione di una città che - quale porta sul mar Mediterraneo - è sempre stata crocevia di molteplici interessi.
La cinta delle mura nuove, dotata di fortificazioni con possenti bastioni, era stata effettivamente portata a termine già nella prima metà del Seicento, ma neppure un secolo dopo, nel 1747, quando la città dovette confrontarsi con il duro assedio austriaco, si rese necessario ristrutturare il sistema difensivo per fronteggiare adeguatamente artiglierie sempre più potenti.
Più tardi, nel 1781, il magistrato delle fortificazioni avviò un progetto che rivoluzionava il concetto di cinta muraria, mediante la costruzione di opere avanzate, in questo caso di torri isolate per opporsi al nemico lontano dalla città. Vennero individuate sette possibili direttrici d'attacco.
Nel 1797, all'inizio del protettorato francese (Repubblica Ligure Democratica) le opere distaccate effettivamente in uso erano quattro: i forti Richelieu, Diamante, Castellaccio e Sperone mentre i forti Quezzi e Santa Tecla erano ancora da terminare (al forte Santa Tecla avrebbe lavorato come architetto militare il ticinese Pietro Cantoni, padre degli architetti Gaetano e Simone Cantoni).
Nonostante la volontà espressa dallo stesso Napoleone Bonaparte di incrementare le difese e i numerosi progetti presentati, alcuni dei quali proponevano grandiosi sventramenti del nucleo urbano, evitati grazie al realismo del Consiglio Comunale, in realtà alla fine della dominazione francese le opere esterne erano ancora le quattro citate sopra, alle quali si aggiunse Quezzi. L'unica variante di un certo rilievo (e molto rivelatrice) fu il potenziamento delle difese del forte Sperone sul versante rivolto verso la città.
A completare quindi il complesso dei forti fino a portarli alle volumetrie massicce odierne, richiamanti uno stile neo-medievale, e ancor oggi visibili, fu poi dal 1815 il governo sabaudo.

## L'opera di D'Andreis
L'importanza che il nuovo dominatore dette alle fortificazioni di Genova può essere compresa dalle parole di Giulio D'Andreis, direttore del Genio Militare nella piazza di Genova:
Nel capitolo XVIII de Le confessioni di un italiano il patriota-scrittore Ippolito Nievo (1831-1861) descrive ampiamente come i Genovesi uniti ai Francesi resistettero a lungo all'assalto anglo-austriaco, immaginando anche che il protagonista Carlino Altoviti avesse vissuto da vicino ed in prima persona il micidiale bombardamento cui nell'anno 1800 fu sottoposto il Forte Quezzi. 
Oggi quel che resta del forte è ben poca cosa: alcuni ruderi - peraltro sorprendentemente risparmiati dai bombardamenti della seconda guerra mondiale, quando il forte era adattato a batteria per la contraerea - meta di scampagnate per coppiette, appassionati di trekking armati di macchina fotografica e ragazzini in cerca di avventure pensando ad un tempo ormai consegnato al passato.
Forte Quezzi rimane tuttavia, tra i forti genovesi, uno fra quelli maggiormente visibili nell'augusto e severo profilo delle fortificazioni che delinea il panorama cittadino: iniziato a metà del XVIII secolo, non fu in realtà mai ultimato. Poi fu conquistato dal maresciallo Andrea Massena nell'anno 1800, realizzato durante il dominio francese e perfezionato durante quello sabaudo.
In condizioni migliori è la vicina Torre Quezzi, edificata dal Genio Militare Sardo nel 1820 ma andata in disuso già a fine Ottocento; oggi è ricovero per pecore di pastori che abitano nel quartiere omonimo ed è riconosciuta come sito di interesse comunitario dall'Unione europea essendo uno dei pochi habitat del raro tarantolino (Euleptes europaea).
D'Andreis, direttore del Genio preposto alle fortificazioni dal 1815 al 1827 con brevissime interruzioni nel 1817 e nel 1822-1823, coordina una commissione di ingegneri militari che traccerà un piano accurato delle fortificazioni e del terreno circostante, provvederà alla manutenzione dell'esistente e potenzierà le difese adeguandole alle sempre nuove sfide tecniche. In un piano dettagliato egli propone la costruzione di ben dodici torri, ispirate alle torri Martello inglesi, a loro volta ispirate dalle torri genovesi costruite in Corsica, in particolare dalla torre di Capo Mortella.

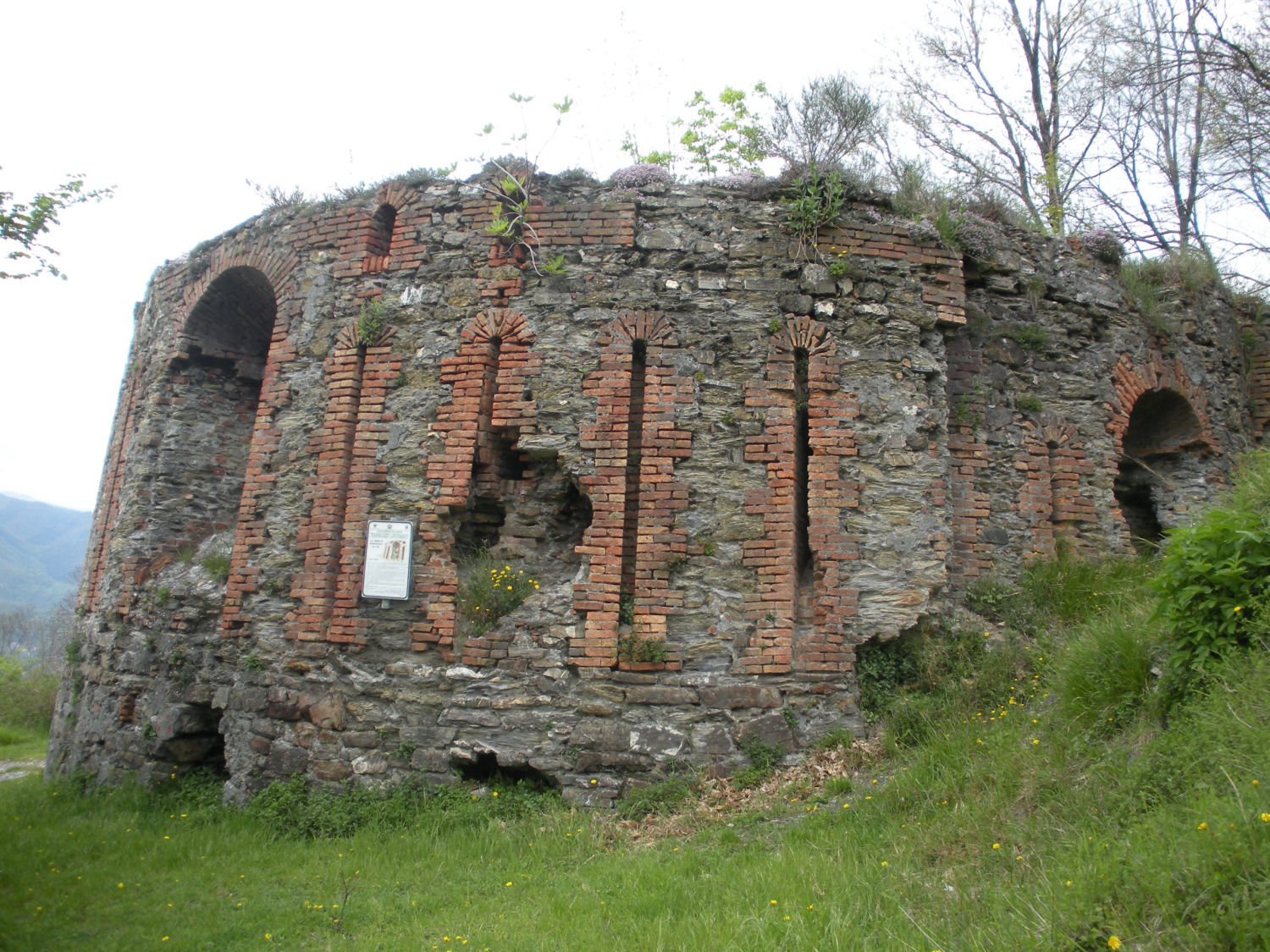
La Torre di Granarolo

La Torre Quezzi, quella delle forche Vecchie Torre Specola e il Forte Begato sono fra le strutture progettate direttamente dal D'Andreis. Il modello della torre di Quezzi in realtà era stato previsto da D'Andreis come un elemento ripetitivo, da essere ripetuto a brevi distanze lungo tutti i crinali montuosi che attorniano la città. Di queste torri ne vennero realizzate pochissime, ed altre rimasero incomplete, a causa della spesa troppo forte e della sua sopraggiunta inutilità al variare delle necessità belliche. Del sistema, che prevedeva un continuum di torrette che a Levante veniva a coprire tutti i crinali sino a quello del Monte Fasce compreso, furono completate solo le torri di Quezzi, Monteratti (rimasta poi inclusa nel forte, fu in seguito demolita), e quella di San Bernardino, tuttora ben conservata. Erano previste anche altre torri, ossia la torre dello Zerbino (demolita), quella di Sant'Erasmo e quella di San Simone sulla Val Bisagno; le torri delle Bombe, di Monte Moro, di Granarolo e di Monticello presso le Mura Nuove tra i forti Tenaglia e Begato; due torri ai lati del Forte Monteratti. Di tutte queste opere furono realizzate solo le fondamenta con parte del piano terra.
D'Andreis si occupò poi anche di urbanistica (sempre con un occhio alla praticità militare) aprendo la strada fra Piazza san Domenico e Piazza delle Fontane Marose, e progettando una Piazza d'armi (in grado però di consentire il passeggio e un piacevole affaccio panoramico) alla spianata dell'Acquasola (1821).
A questo punto, la città - che sarebbe stata sottoposta quattro anni dopo ad una possente opera di ristrutturazione urbanistica (v. Progetto di revisione urbanistica del 1825 di Carlo Barabino) può essere considerata un campo trincerato appoggiato ad una cittadella formata dai forti Sperone, Begato e Castellaccio.

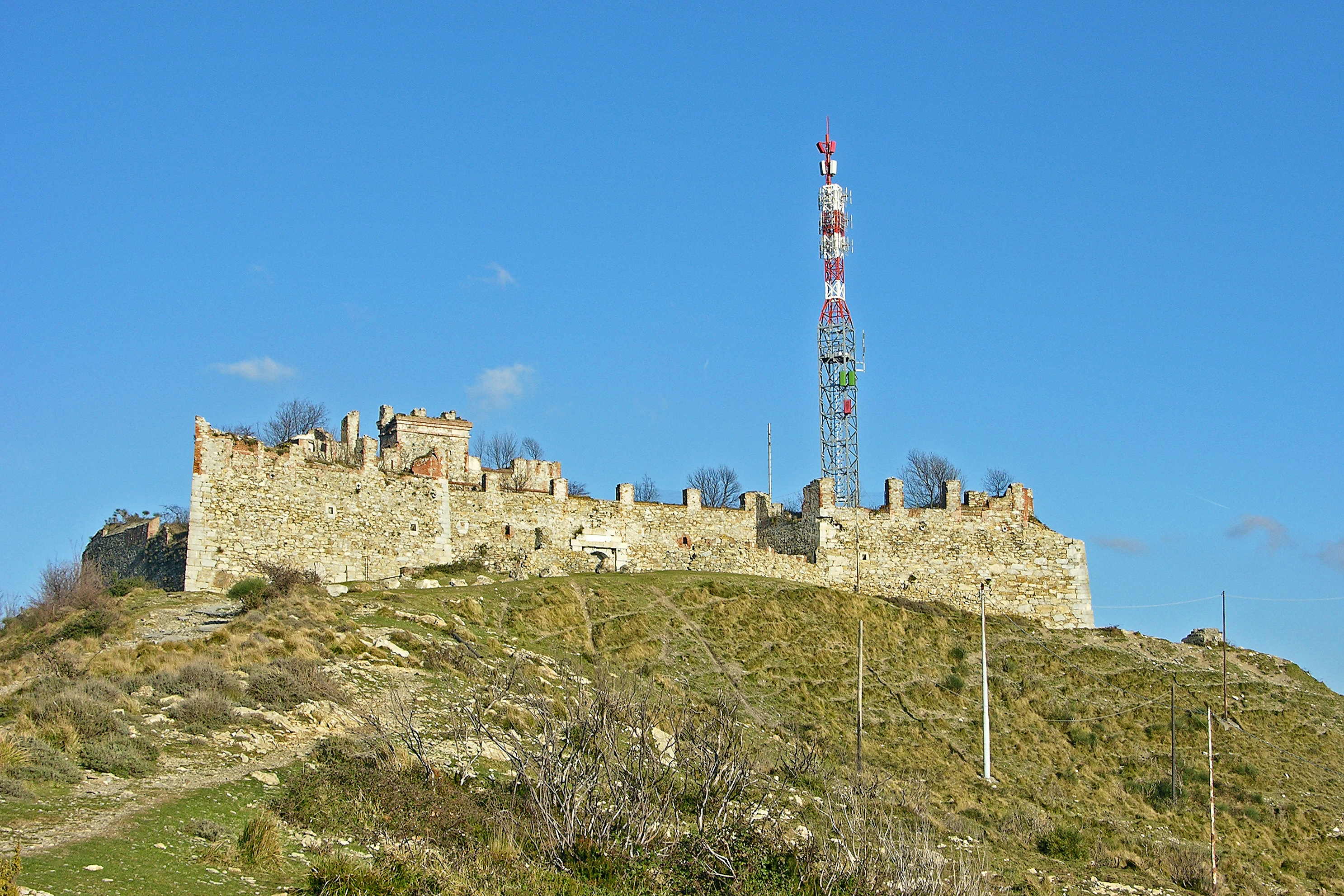
Forte Richelieu

Negli ultimi anni l'autorità di D'Andreis venne tuttavia messa in discussione, e lui stesso guardato con sospetto perché troppo aperto alle idee innovative provenienti dal Nord Europa. Accolti in maniera migliore risultarono i suoi collaboratori, ossia Giovanni Battista (GioBatta) Chiodo ma soprattutto suo fratello Agostino, probabilmente perché liguri. Quest'ultimo completò le opere intorno alla zona della Lanterna, ma anche il porticato (la Loggia dei Banchi di Palazzo San Giorgio, opera civile creduta a lungo opera di altri) di Piazza Caricamento, ove sorgeva un tempo l'antico Banco di San Giorgio ed oggi sede dell'Autorità portuale.
I Chiodo fecero spostare inoltre la progettata piazza d'armi da spianata Acquasola alla vicina collina di Carignano, proprio sopra la foce del torrente Bisagno, dove vennero costruite due caserme ed altre opere in grado di ospitare complessivamente due reggimenti di Fanteria in assetto di guerra (il complesso è sede attualmente del Distretto Militare).

## I percorsi
Diversi sono i percorsi che uniscono i diversi forti e baluardi che costituiscono la linea di fortificazione. Questi i principali:

### Primo percorso
Un primo tracciato articolato sulle mura vecchie trecentesche ha inizio dal ponente cittadino, pressappoco all'altezza della Lanterna, ovvero sulle alture del Belvedere nel quartiere di Sampierdarena ove sorgeva l'omonimo Forte Belvedere costruito fra il 1815 ed il 1825, oggi non più esistente (al suo posto sorge l'impianto sportivo Morgavi, un piccolo campo da calcio dove si disputano partite del campionato dilettanti). I pochi resti della fortificazione che sopravvivono fino ad oggi furono adattati a batteria antiaerea durante la seconda guerra mondiale e, in parte, sono tuttora visibili proprio a fianco del campo sportivo.
In questa zona poco più in alto si trova il Forte Crocetta (situato a 145 m di altitudine, a breve distanza dall'edificio del dazio) che fu edificato nel 1818 sui resti della omonima chiesetta.
Poco più in alto (alt. 217 m) si trova il Forte Tenaglia, un tempo caposaldo delle mura cittadine, che precede di poco il quarto fortilizio che si incontra lungo il percorso, ovvero il Forte Begato, situato a 475 m di altitudine e costruito dal Genio militare di Casa Savoia fra il 1818 ed il 1830 sulla base - secondo fonti peraltro incerte, come ricordato dallo storico e studioso del sistema fortilizio genovese Stefano Finauri - di strutture esistenti fin dal 1319.
Questo primo gruppo di forti è collegato tramite le Nuove Mura e sentieri al Forte Sperone, quello maggiormente conosciuto e accessibile, situato a 489 metri di altezza lungo la sommità del monte Peralto, oggi identificato comunemente come collina del Righi, dal nome della funicolare che collega l'altura al centro cittadino.
Forte Sperone ha la sua origine anch'esso in tempi antichi, ovvero nei primi decenni del Trecento: ebbe come nucleo una fortificazione ghibellina che sorgeva accanto a dove si trova quella attuale e che portava il nome di Bastia di Peralto (di essa non rimane peraltro alcuna traccia).

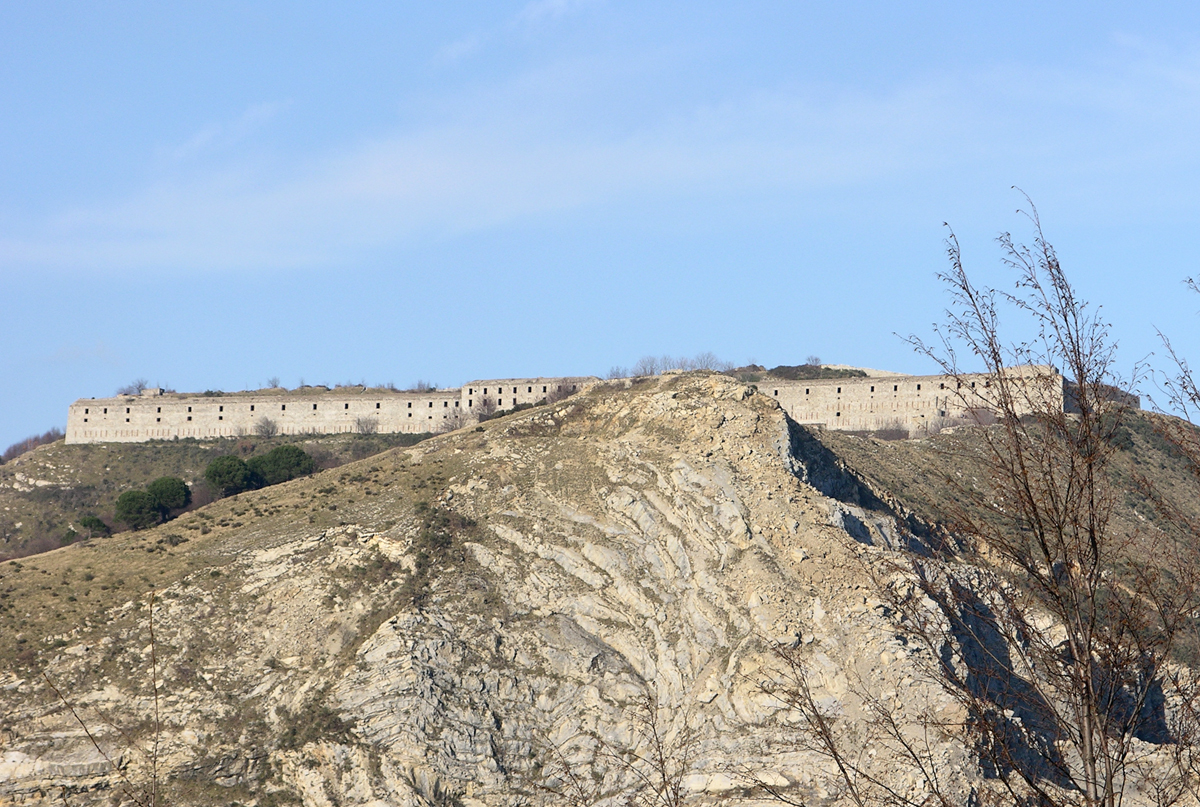
Il forte Ratti sulle alture fra Marassi e Quezzi

Fu poi completato nel 1747 con l'edificazione di una caserma con abitazione per gli ufficiali, magazzini e polveriera (arricchita nel 1820 da tre torri) e di una adeguata recinzione resa possibile utilizzando le adiacenti mura nuove in pietra.
È questa l'unica struttura ad avere avuto una utilizzazione massiccia in epoca moderna quale sede di spettacoli teatrali estivi per i quali vengono usate sia le aree all'aperto sia i vani interni.
Appena più in basso (alt. 362 m, sempre nella zona del Parco del Peralto) le mura rasentano il Castellaccio che per tre secoli - dal 1507 all'inizio dell'Ottocento fu lugubre sede di pubbliche esecuzioni per impiccagione.
Dalla sommità della collina del Righi si diramano i sentieri che segnano lo spartiacque fra i diversi gruppi di colline che si aprono a fianco della valle del Bisagno. A 508 m di altitudine il primo che si incontra è il Forte Puìn, una torre di struttura quasi cubica alta nove metri costruita fra il 1815 ed il 1830 dal Genio militare, da cui è possibile godere di un'ottima vista panoramica.
Un'ulteriore breve salita porta al vicino Forte Fratello Minore (alt. circa 622 m) - costituito da una torre centrale di età napoleonica, opera del governo piemontese, e valorizzato nel 1815 da un recinto murario nonché da un fossato - e ai resti di quello che fu il Forte Fratello Maggiore, una torre a pianta quadra posta poco più in alto e demolita in epoca fascista.
L'area compresa fra lo Sperone, i Due Fratelli ed il Diamante vide un'autentica battaglia il giorno 30 aprile 1800 tra attaccanti austro-ungheresi e truppe franco-italiane comandate dal Gen. André Massena. Il Forte Diamante fu aspramente conteso ma a fine giornata la vittoria fu francese (per una descrizione analitica del fatto si veda, in biografia, l'ultima edizione del 'Giornale delle operazioni militari, dell'assedio e del blocco di Genova' di P.Thiebault, in particolare l'analisi a cura di Marco Vecchi.
Il punto più elevato del sistema di fortificazioni (667 m) è il monte Diamante, dove sorge l'omonimo forte, appunto il Forte Diamante, costruito a partire dal 1756 sui resti di un'antica rocca difensiva della quale si hanno notizie a far data dal 1478.
Il Forte Quezzi, a 285 m di altitudine, oggi diroccato, secondo talune fonti storiche, che sembrano rifarsi piuttosto ad una leggenda che non a darti certi, sarebbe stato costruito - nell'anno 1800 - in soli tre giorni e tre notti dalla stessa popolazione genovese che si servì di fascine, tronchi d'albero e seicento botti di terriccio. In realtà la sua edificazione ebbe inizio a metà del Settecento e la sua completa realizzazione ebbe termine soltanto un secolo dopo.

A sovrastare la struttura è l'alta Torre di Quezzi (17 metri di altezza per un diametro di 15) costruita in laterizio.

Lungo quelli che sono i resti delle trincee austriache del Settecento si giunge al Forte Ratti (o Forte Monteratti, alt. 560 m), dalla mole imponente e composto da due ali divise da un corpo centrale. A fianco della fortezza, una cava si prolunga sul fianco orientale della montagna.

Il luogo di questa struttura è un altro dei più importanti punti panoramici della città.
Secondo alcuni storici l'opera fu completata in due soli anni anche se tale dato non è suffragato da elementi certi; è da tenere conto che, con i mezzi dell'epoca, sarebbe stato molto difficile edificare un forte come il Diamante, situato su un'erta collina, in un lasso di tempo così breve, in condizioni climatiche assolutamente variabili, tenuto conto dell'ubicazione.

#### Pubbliche esecuzioni al "Quadrato delle forche"
Uno dei principali baluardi del sistema di fortificazione genovese, il Forte Castellaccio, edificato sopra un precedente impianto fatto erigere nel XIV secolo da Roberto d'Angiò; fu più volte potenziato nel corso del tempo fino all'innalzamento del bastione detto delle forche - torre ottagonale in laterizio - da cui il nome della zona chiamata quadrato delle forche.
Lo storico Giuseppe Banchero, autore nel 1865 di un saggio intitolato Monumenti pubblici della città di Genova, dette così conto di quello che oggi è conosciuto con il nome di Castellaccio (appellativo rimasto sebbene la struttura sia stata sottoposta negli anni novanta a lavori di recupero): 
Le prime notizie che si hanno sul Castellaccio si riferiscono effettivamente ad una torre edificata nel 1317 per ordine di d'Angiò ma subito demolita due anni dopo (1319) per costruire ex novo una nuova fortificazione a difesa del partito guelfo.
L'ottagonale e adiacente Torre Specola fu innalzata ad opera dell'architetto militare Giulio D'Andreis pressappoco nel periodo cui fa riferimento lo storico Banchero, ovvero tra il 1817 ed il 1823, sul preesistente sito detto quadrato delle forche, luogo deputato - come è facilmente comprensibile dal nome - ad esecuzioni capitali.
Riscontri in questo senso si hanno nei rilievi effettuati dal Corpo Reale del Genio, mentre viceversa la struttura non compare sulle planimetrie fatte eseguire alla fine del Settecento dal colonnello Giacomo Brusco, ingegnere militare del Genio; sempre un disegno del 1818 mostra tuttavia la caratteristica facciata meridionale; una planimetria del 1823 riporta infine la pianta dell'edificio con il rilievo del terreno circostante. 
Questa documentazione è conservata presso l'Istituto Storico e di Cultura dell'Arma del Genio militare (ISCAG), a Roma.
Dopo l'annessione della Repubblica di Genova al Regno di Sardegna, il forte subì una radicale trasformazione tanto da rendere la zona su cui sorgeva una sorta di cittadella fortificata, quella città-fortezza prefigurata dalla collaudata fortificazione alla moderna, ideale luogo ove allestire una guarnigione utile sia per una difesa delle mura sia per controbattere a eventuali improvvise insurrezioni da parte della popolazione locale.
Un po' come accadrà, leggermente più a valle, con la costruzione del piccolo castello difensivo che ancor oggi dà il nome ad un quartiere residenziale cittadino, appunto, il quartiere di Castelletto a circonvallazione a monte.

### Secondo percorso
L'approccio del secondo percorso attraverso cui è possibile ancor oggi visitare il corso delle fortificazioni "fuori le mura" di Genova - e insieme ad esse buona parte della storia cittadina - avviene al di là del torrente Bisagno, sulle alture di Quezzi dove si incontrano in successione Forte Quezzi, Torre Quezzi, Forte Monteratti, Forte Richelieu e Forte Santa Tecla, che creano un percorso a ferro di cavallo lungo i bordi della conca creata dal torrente Fereggiano.

Qui le fortificazioni sono di epoca relativamente più recente, riferendosi al periodo di espansione della città oltre la valle del Bisagno; queste fortificazioni erano tutte destinate alla difesa della val Bisagno, della vallata che da San Desiderio porta al mare (la valle Sturla) e di tutte quelle vie di comunicazione che avrebbero consentito al nemico di scendere dalle alture di Sant'Olcese o Bargagli.
Procedendo dalle prime alture di Quezzi, come primo forte si incontra quello omonimo al quartiere, oggi fortemente diroccato, di proprietà di un privato e quindi non visitabile; continuando lungo la strada asfaltata, si giunge alla Torre Quezzi, una torre in laterizio di circa 17 metri di diametro ancora ben conservata ma priva dei solai interni un tempo esistenti.

Sempre in direzione del levante cittadino, il fortilizio successivo che si incontra è il Forte Monteratti, una imponente struttura difensiva che si sviluppa lungo i quasi 260m del pianoro in cima all'altura di Monte Ratti. Il forte è ancora in buone condizioni, ma alcuni crolli non consentono una visita dettagliata della struttura. Nel retro del forte (nord) si trova il terrapieno in cui erano posizionate le artiglierie, rivolte verso l'alta val Bisagno.

Successivamente, passando per l'antica cava di pietra di Quezzi, si giunge a Forte Richelieu, dal nome del Maresciallo di Francia Louis Armand du Plessis de Richelieu, comandante dell'esercito francese in Liguria, ad oggi sede di ripetitori televisivi RAI e quindi non visitabile.

Nella zona sono comunque presenti due batterie contraeree risalenti al secondo conflitto mondiale, rispettivamente a nord e a sud del Forte Richelieu, visitabili anche se lasciate in uno stato di abbandono.
Il tour dei forti di Genova prosegue a quota 180 m di altitudine, fra la collina di Pianderlino e quella di San Martino, con il Forte Santa Tecla, edificato a partire dal 1747 sulla base di alcune strutture difensive (dette ridotte) poste a lato di una vecchia chiesetta che portava il medesimo nome.
Oggi il Forte Santa Tecla, dopo due costosi restauri, è in buone condizioni, ma a causa di un'amministrazione sbagliata, il forte è chiuso ai visitatori anche se un'associazione di volontari della Protezione Civile lo mantiene in buono stato.
Scendendo poi lungo il sentiero che conduce in città si trova l'ultimo forte, un tempo periferico alla città ma oggi inglobato nell'urbe cittadino, Forte San Martino, oggi visitabile ma in cattivo stato di conservazione.
La costruzione dei bastioni e del muro di cinta in terra fu completata fra il 1815 ed il 1833.

## Genova portuale fortificata ieri e oggi
Il particolare sistema orografico di Genova - che ne fa una città difficile da attraversare, da praticare - ha posto sempre dei problemi sul piano logistico, tanto in tempi di pace quanto di guerra.

Sulle mura collinari che la cingono come un diadema - restituendole il caratteristico skyline che tanto suggestiona coloro che l'avvicinano dal mare - si è combattuta la guerra di Liberazione. I partigiani tenevano come riferimento i contrafforti, spesso convertiti a batteria contraerea, per spingersi sino ai carrugi del centro storico e da qui all'intera zona dell'angiporto, ricca di docks e fabbriche (si pensi allo stabilimento Ansaldo di Sampierdarena).

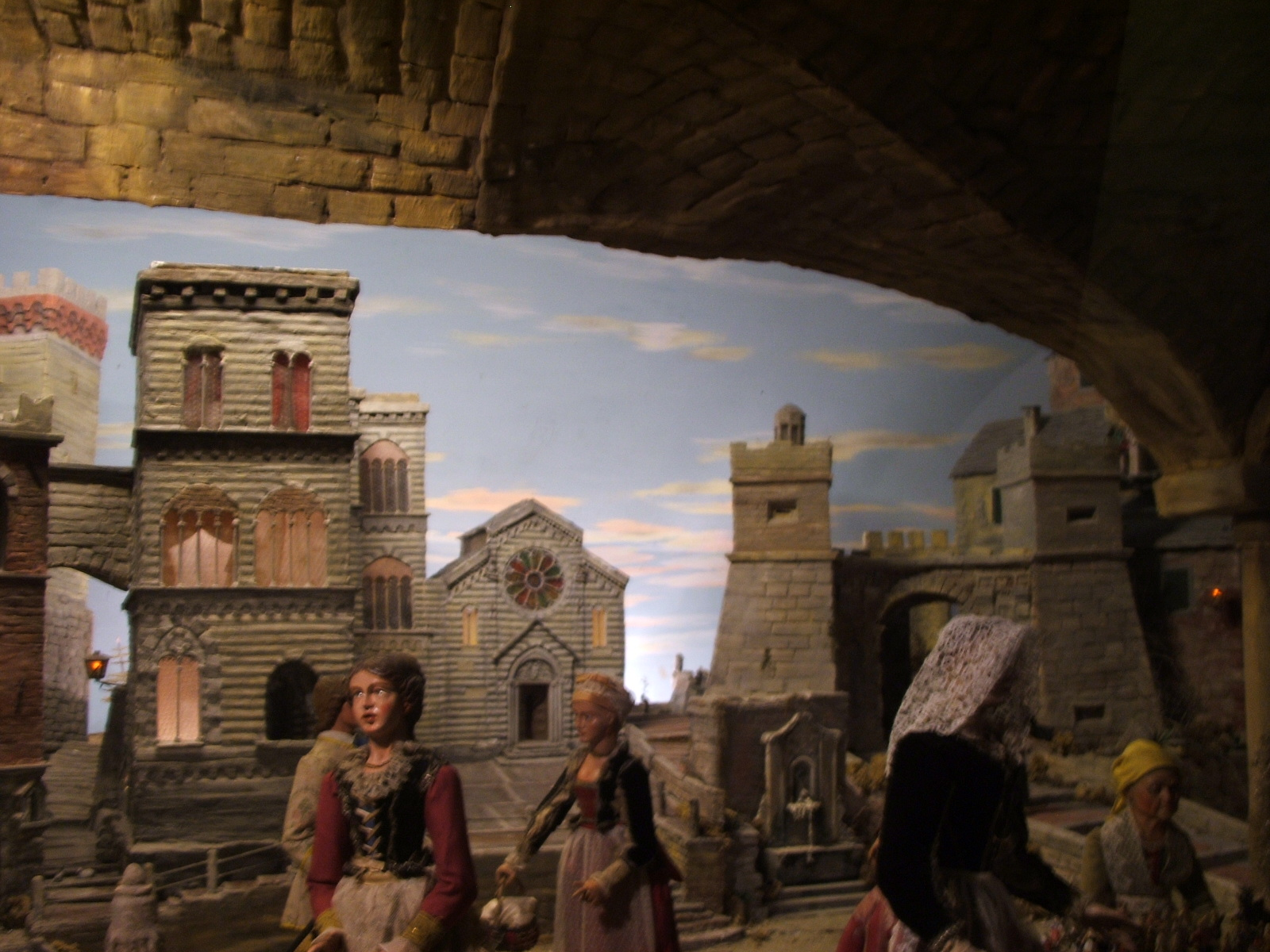
Le mura cinquecentesche, le strette arcate e le rocche poste a difesa della Superba del Seicento (sulla destra dell'immagine si nota il varco portuale detto del Mandraccio accanto al monumentale bastione di Porta Siberia [=cibaria, dal nome dell'attiguo molo di carico delle derrate alimentari]) sono visibili nel presepe della Madonnetta

Si è così in presenza di un altro sistema di fortificazioni con mura, postazioni, torri di guardia (su tutte la Lanterna simbolo cittadino) che riguarda da vicino - se non esclusivamente - la zona portuale.

I bastioni - ancora ben visibili - fra Porta Siberia e il Mandraccio, accesso al Porto antico recentemente restaurato da Renzo Piano, furono scenario di scontri durante il secondo conflitto mondiale e obiettivo di pesanti bombardamenti aerei e dal mare (1941, 1942).

Le vicine Mura della Malapaga erano state costruite intorno al 1550 con il probabile intervento dell'architetto Galeazzo Alessi. Servivano a congiungere la Porta del Molo con il Casone della Malapaga costruita il secolo prima, proprio accanto al mercato generale del pesce, ove oggi sorge la Caserma della Guardia di Finanza a Piazza Cavour. Il Casone era adibito a prigione per i debitori inadempienti.

Situate poco distanza dalle mura e dalla galleria delle Grazie - oggi transito della moderna metropolitana - furono fonte di ispirazione per l'omonimo film Premio Oscar del 1949 diretto da René Clément, con l'interpretazione di Jean Gabin.
Fortezza Genova (o, meglio, Fortress Genoa) è tornata a rivivere in anni ancor più recenti nei titoli dei mass media internazionali in occasione dei fatti di Genova, in occasione della riunione del G8 nel 2001.

La zona rossa "edificata" con container e cancellate attorno alla zona del Palazzo Ducale (un tempo sede dei dogi del popolo), tesa a preservare il normale svolgimento dell'incontro degli otto grandi del mondo, è sembrata a molti osservatori un nuovo - e aggiornato - modello di fortificazione difensiva.